# Noonan (Dakota Północna)
Noonan – miasto w Stanach Zjednoczonych, w stanie Dakota Północna, w hrabstwie Divide.